# 葉卡捷琳娜·克拉馬連科
葉卡捷琳娜·克拉馬連科（俄语：Екатерина Крамаренко，拉丁化：Ekaterina Kramarenko；1991年—），俄羅斯女子競技體操運動員，在2007年阿姆斯特丹歐洲體操錦標賽的高低槓項目取得銅牌，個人全能第5名。

## 傳記
葉卡捷琳娜·克拉馬連科在1991年生於俄羅斯聖彼得堡。